# Кальяуайя (язык)
Кальяуайя (исп. Callawalla, Callahuaya, Kallawaya) — исчезающий смешанный индейский язык в Боливии. В настоящее время используется только как вспомогательный язык мужчинами-знахарями, для которых не является родным. Был распространён ещё со времён Инкской империи среди калавайя — специалистов по травам и минералам, проживающих до настоящего времени на территории современной провинции Баутиста-Сааведра в департаменте Ла-Пас, Боливия.
Современная версия языка представляет собой сильно упрощённый жаргон ввиду чрезвычайно малого количества живых носителей (не более 20). Для всех носителей родным языком является кечуа. Известно около 12 000 слов языка.

## Характеристика
Кальялуайя — смешанный язык. В грамматическом отношении близок к южноболивийскому варианту кечуа и аймара, в лексическом — к исчезнувшему языку пукина. Происхождение большинства слов неизвестно. Вполне возможно, что пукина также имела влияние на кечуа, аймара и на испанский.
Кальявалья также является секретным языком, который передаётся только от отца к сыну или от дедушки к внуку, или редко, дочери, если у практикующего нет сыновей. Этот язык используется только посвящёнными мужчинами в ритуалах; в повседневном общении не употребляется. Носители языка могут употреблять различные слова на кальяуайя в повседневной беседе друг с другом.
Каллавая был одной из тем документального фильма от «Ironbound Films» 2008 года, под названием «Лингвисты», в котором два лингвиста пытались задокументировать несколько умирающих языков.